# Carl Shapiro
Carl Shapiro (nacido en Austin, Texas 1955) es profesor Transamericano de Estrategia de Negocios de la escuela de negocios Haas de la Universidad de California, Berkeley. Él es el coautor, junto con Hal Varian, de "Information Rules: A Strategic Guide to the Network Economy" traducido al castellano como "reglas de información: Una guía estratégica en la economía de la red", publicado por la Harvard Business School Press. 
Shapiro se desempeñó como Secretario de Justicia Auxiliar Adjunto de Economía en la División del Departamento de Justicia de EE.UU. (1995-1996) Defensa de la Competencia. Él es un consultor senior de Charles River Asociados y ha brindado servicios de consultoría para una gran cantidad de clientes privados, así como para el Departamento de Justicia de EE UU. y la Comisión Federal de Comercio.
Shapiro volvió a ser el asistente del fiscal general adjunto de Ciencias Económicas de la División Antimonopolio del Departamento de Justicia. Tiene una licenciatura en Matemáticas y una licenciatura en Economía por el Massachusetts Institute of Technology, una maestría en matemáticas de la Universidad de California, Berkeley, y un doctorado en Economía en el Massachusetts Institute of Technology.
Él también acuñó el término de la patente esencial para cubrir una patente que se requiere para practicar un determinado estándar industrial.